# Madaya
Madaya (Arabisch: مضايا) is een kleine bergachtige plaats in Syrië, gelegen op 1.400 meter hoogte. De plaats stond oorspronkelijk bekend als vakantieoord en ligt ongeveer 40 km. ten noordwesten van Damascus in het gouvernement Rif Dimashq, dicht bij het Baradameer. Gedurende de wintermaanden valt er vaak sneeuw in Madaya, vooral in januari en februari. Volgens het Syrische Centrale Bureau voor de Statistiek (CBS) had Madaya in 2004 9.371 inwoners. De inwoners van de plaats zijn overwegend soennieten.

## Belegering
Begin 2016 kwam deze plaats internationaal in het nieuws omdat Madaya als gevolg van de Syrische Burgeroorlog al maandenlang belegerd werd door zowel Hezbollah als troepen van president Bashar al-Assad en geheel afgesloten was geraakt van bevoorrading, waardoor er grote hongersnood heerste. Uiteindelijk stemde Assad er onder internationale druk mee in om noodhulp in Madaya toe te laten.
Op 11 januari 2016 werd een konvooi met hulpgoederen zoals eten, dekens en medicijnen doorgelaten. Een tweede konvooi van het Rode Kruis bestaande uit 45 vrachtwagens, in gezelschap van de Syrische Rode Halvemaan, ging drie dagen later op weg naar de stad en arriveerde daar een dag later (15 januari) aan. Op 15 januari werd bekend dat er de voorbije maand 32 mensen in Madaya de hongerdood waren gestorven.